# Raginpert
Raginpert či Ragimpert (655 až 660 – 701) byl v roce 701 král Langobardů.

## Životopis
Raginpert byl potomkem katolických předků, synem krále Godeperta a vnukem krále Ariperta. Když byl v roce 662 jeho otec Godepert z trůnu sesazen a zavražděn uzurpátorem Grimoaldem, byl Raginpert ještě dítě a patrně se mu podařilo uniknout na bezpečné místo, kde byl věrnými poddanými jeho otce vychován.
Koncem 7. století se stal vévodou z Turína a v roce 700 nebo 701 si uzurpoval moc, když svrhl langobardského krále Liutperta, svého prasynovce, a v bitvě u Novary porazil jeho regenta Anspranda a Rotharita, vévodu z Bergama. Jeho vláda však netrvala dlouho, protože několik měsíců po nástupu na trůn z neznámých příčin zemřel. Jeho synovi Aripertovi II. se nepodařilo trůn ihned převzít, a tak na krátko vládu v království získal opět Liutpert.
Byl otcem Ariperta II., který byl později také králem Langobardů.